# Norbert Galatzer
Norbert Galatzer (* im Juli 1900 in Podwolotschysk, Galizien; † im Mai 1980 in Rom) war ein österreichischer Arzt. Er gilt als wichtiger Vertreter und Anwalt der Homöopathie in der Behandlungspraxis des Arztes.

## Leben
Galatzer promovierte 1924 an der Universität Wien. Er wirkte als praktischer Arzt im Bezirk Oberpullendorf und war Assistent von Valentin Zeileis in Bad Sauerbrunn. 1930 ging er nach Wiener Neustadt und behandelte dort unter anderem auch nach Zeileis‘ Methode. Er war Schüler des Gynäkologen Bernhard Aschner und Anhänger von Aschners Konstitutionstherapie. Er schrieb:
Die Konstitutionstherapie besteht in einer Verbindung der modernen klinischen Methoden mit der in Vergessenheit geratenen, jahrhundertalten empirischen Therapie.
Ende 1938 floh er als Jude aus Nazi-Deutschland nach China, nach einer kurzen Zeit in Shanghai gelangte er nach Nanjing. Ihn interessierte die chinesische Medizin, er studierte dort Akupunktur, erlernte die Pulsdiagnostik und erwarb einen chinesischen Doktortitel. Nach knapp neun Jahren kehrte er 1948 nach Europa zurück,  blieb ein Jahr in der Schweiz, bevor er 1950 nach Rom zog. In Rom gehörte er zu den ersten Verfechtern der Homöopathie. Er war mit dem für die Entwicklung der Homöopathie in Europa wichtigen Schweizer Arzt Pierre Schmidt (22. Juli 1894–1987) befreundet und befasste sich mit Anthroposophie.

Im September 1958 gehörte Galatzer zu den Organisatoren des 22. Internationalen Kongresses für homöopathische Medizin in Salzburg. In seinem Vortrag griff er die Schulmedizin an:
Erfassen wir den Menschen in der bloßen passiven Wahrnehmung, in der Aneinanderreihung von Daten an dem Produkt Gewordenen, dann haben wir die Abschattung des Lebendigen vor uns.
Norbert Galatzer schrieb verschiedene Artikel in deutschen und internationalen  Fachzeitschriften, etwa über den Persönlichkeitsbegriff in der Homöopathie und die Behandlung mit Hochpotenzen.